# Fredericksburg (Iowa)
Fredericksburg es una ciudad ubicada en el condado de Chickasaw en el estado estadounidense de Iowa. En el Censo de 2010 tenía una población de 931 habitantes y una densidad poblacional de 417,01 personas por km².

## Geografía
Fredericksburg se encuentra ubicada en las coordenadas 42°57′53″N 92°11′47″O / 42.96472, -92.19639. Según la Oficina del Censo de los Estados Unidos, Fredericksburg tiene una superficie total de 2.23 km², de la cual 2.23 km² corresponden a tierra firme y (0%) 0 km² es agua.

## Demografía
Según el censo de 2010, había 931 personas residiendo en Fredericksburg. La densidad de población era de 417,01 hab./km². De los 931 habitantes, Fredericksburg estaba compuesto por el 96.13% blancos, el 0.21% eran afroamericanos, el 0.21% eran amerindios, el 0.11% eran asiáticos, el 0% eran isleños del Pacífico, el 2.26% eran de otras razas y el 1.07% pertenecían a dos o más razas. Del total de la población el 3.44% eran hispanos o latinos de cualquier raza.